# Eutychios von Alexandria
Eutychios von Alexandria, eigentlich Sa’id ibn Batriq (arabisch سعيد بن البطريق;  
geboren 876/77 in Fustat, heute Kairo; † 11. Mai 940 in Alexandria, Ägypten), war orthodoxer Patriarch von Alexandrien (933 bis 940) und Verfasser mehrerer Schriften.

## Leben
Das genaue Geburtsdatum des Eutychios ist in der modernen Forschung umstritten, in Frage kommt aber wohl eher das Jahr 877. In seiner Zeit als Patriarch hatte er besonders scharfe Auseinandersetzungen mit der Jakobitischen Kirche zu bestehen.
Bevor er Geistlicher wurde, war er als Arzt tätig. Dies geht aus dem Eintrag in dem Biographielexikon des Ibn Abi Usaybi'ah aus dem 13. Jahrhundert hervor, in dem berühmte Ärzte verzeichnet sind. 
Demnach verfasste Eutychios wenigstens drei Schriften: Ein medizinisches Handbuch, eine theologische Schrift sowie ein Geschichtswerk, das Ibn Abi Usaybi'ah Perlenschnur nennt, aber besser bekannt ist unter dem Namen Annalen.
Das erste Werk ist nicht erhalten, auf das zweite wird in den Annalen teils angespielt, doch konnte es aus dem Corpus der arabisch-christlichen Literatur bis heute nicht mit letzter Sicherheit identifiziert werden. Dafür sind die Annalen erhalten geblieben. Das in arabischer Sprache abgefasste Werk stellt eine chronikartige Weltgeschichte dar und reicht von der Erschaffung der Welt bis in das Jahr 938. Das Werk bietet viele wertvolle Informationen, besonders hinsichtlich des christlichen Orients und ist auch für die Geschichte von Byzanz nicht unbedeutend, enthält aber auch manche Fehlinformation, zumal Eutychios oft wenig kritisch verfuhr. Bei allen Unzulänglichkeiten ist aber auch ein Aspekt hervorzuheben: Denn Eutychios ist der einzige Autor, der in einem Geschichtswerk eine Art „Synchronbetrachtung“ des (Ost-)Römischen Reichs und des neupersischen Sasanidenreichs unternommen hat. Obwohl manch ein spätantiker (westlicher) Autor dem Perserreich der Sasaniden Beachtung schenkte (Ammianus Marcellinus, Prokopios von Caesarea und Agathias sind hier an erster Stelle zu nennen), waren die römischen Autoren doch in vielerlei Hinsicht voreingenommen. Eutychios Betrachtung, die freilich erst Jahrhunderte nach dem Untergang des Sasanidenreichs zustande kam, ist in diesem Zusammenhang recht bemerkenswert, wenn auch nicht fehlerfrei.
Im 11. Jahrhundert wurden die Annalen von Yahja Ibn Said fortgesetzt.

## Ausgaben
Eine lateinische Übersetzung des Werks des Eutychios, besorgt von Edward Pococke, erschien 1658; sie wurde dann von Jacques Paul Migne in die Sammlung Patrologia Graeca übernommen. Eine deutsche Übersetzung wurde von Michael Breydy 1985 angefertigt.